# Молодий місяць (роман)
«Молодий місяць» — фантастичний роман письменниці Стефені Маєр, другий роман «Сутінкової саги». За словами Маєр, книга розповідає про втрату справжнього кохання. Назва збігається із назвою найтемнішої фази місячного циклу, і таким чином відображає похмурі часи головної героїні — Белли Свон. Книгу було вперше видано англійською мовою 2006 року. 20 листопада 2009 року відбулася прем'єра фільму.
Переклад українською мовою опубліковано видавництвом «Країна мрій» 2009 року. 2010 року було видано новим накладом у новій обкладинці з кадром із фільму.

## Сюжет
На вісімнадцятиріччя Белли Свон, Едвард Каллен — вампір, якого вона кохає,— разом зі своєю сім'єю влаштовують їй свято. Розгортаючи подарунок, Белла випадково ріже палець. Брат Едварда, Джаспер Хейл — наймолодший «вегетаріанець», відчувши запах крові, намагається накинутися на дівчину. Едвард відбиває напад, відштовхуючи Джаспера від Белли, в результаті Белла падає на скло, ще більше поранивши руку. Все закінчується добре, проте, щоб захистити Беллу, Едвард вирішує, що повний розрив не лише захистить кохану, а й змусить її забути про нього. Тож Каллени полишають Форкс навіть не прощаючись.
Белла впадає у депресію на декілька місяців, віддаляючись від шкільних друзів. Одного разу, опинившись у небезпечній ситуації, вона усвідомлює, що у разі небезпеки може чути голос Едварда. Голос Едварда ніби застерігає її від незважених вчинків. З такими думками вона вирішує поїхати до резервації Ла-Пуш, до свого знайомого Джейкоба Блека. Той допомагає Беллі відремонтувати мотоцикли, які задарма дістались їй. Згодом, під час їзди на мотоциклі, Белла знову чує голос Едварда.
Невдовзі Белла дізнається, що Джейкоб, який став її найкращим другом, перетворився на вовкулаку, так само як і кілька інших хлопців з Ла-Пуш. Вовкулаки захищають Беллу від вампірки Вікторії, яка прагне помститися за смерть свого коханого, Джеймса, якого Каллени вбили попереднього року (про це розповідається у першій книзі серії — «Сутінки»).
Водночас Еліс, зведена сестра Едварда, яка може передбачати майбутнє, бачить видіння, як Белла стрибає зі скелі у бурхливе море, нібито щоб скінчити життя самогубством. Едвард, переконаний у смерті Белли, не бачить сенсу жити далі без неї. Він їде до Італії, де мешкає королівська сім'я вампірів Волтурі. Він хоче, щоб вони вбили його. Еліс повертається до Форкса, щоб відвідати батька Белли, Чарлі Свона, і зустрічає Беллу живою. Белла й Еліс поспішають до Італії за Едвардом і ледве встигають зупинити його. Однак перед від'їздом з Італії, Волтурі кажуть Едварду, що Белла як людина, якій відомо про існування вампірів, становить небезпеку для них. Тому її має бути або вбито, або перетворено на вампіра. 
Едвард намагається переконати Беллу, що ніякої небезпеки немає, як нема потреби у перетворенні її на вампіра, проте вона влаштовує голосування поміж Калленами, і більшість з них висловлюється за те, щоб Белла стала вампіром всупереч Едварду. Після цього Едвард пропонує Беллі два варіанти перетворення на вампіра — або Карлайл зробить її вампіром після випускного вечора, або це зробить сам Едвард, але тільки після того, як Белла вийде за нього заміж.

## Екранізація
Прем'єра фільму «Молодий місяць» відбулася 20 листопада 2009 року. Режисером фільму став Кріс Вейтц. У фільмі знімались: Крістен Стюарт (Белла Свон), Роберт Паттінсон (Едвард Каллен), Тейлор Лотнер (Джейкоб Блек). Основну частину фільму знято у Ванкувері.

## Пародії
- 2010 — Вампіри смокчуть